# Kanton Maizières-lès-Metz
Maizières-lès-Metz is een voormalig kanton van het Franse departement Moselle. Het kanton maakte deel uit van het arrondissement Metz-Campagne.
Op 22 maart 2015 werd het kanton opgeheven en de gemeenten werden opgenomen in het nieuwgevormde kanton Sillon mosellan, waarvan Maizières-lès-Metz ook de hoofdplaats werd. Dit kanton werd onderdeel van het arrondissement Metz.

## Gemeenten
Het kanton Maizières-lès-Metz omvatte de volgende gemeenten:
- Hagondange
- Hauconcourt
- Maizières-lès-Metz (hoofdplaats)
- Semécourt
- Talange